# Basketligan
Svenska Basketligan er den øverste herreserie i svensk basketball.
Basketligan blev stiftet i 1992 efter mønster fra den amerikanske liga NBA. Det indebærer, at det er en af de få lukkede europæiske sportsligaer. Hold, der søger om optagelse, skal ud over sportslige krav opfylde en række betingelser, hvad angår tilskuerpladser, økonomi, organisation og ungdomsvirksomhed. På samme måde er nedrykning fra ligaen primært dikteret af økonomiske hensyn.
I forbindelse med ligaens stiftelse valgte mange hold at tage amerikansk-lydende tilnavne (Norrköping Dolphins, Sundsvall Dragons osv.), hvilket var et særsyn i europæisk idræt på det tidspunkt.
Ligaen har haft de to tidligere NBA-stjerner Magic Johnson og Scottie Pippen som gæstespillere.
Vinderen af Basketligen er svensk herremester i basketball. 

## Tidligere Basketligan/OBL mestre
De svenske mestre siden 1993:
- 1992/1993: Stockholm Capitals
- 1993/1994: Kärcher Basket (Göteborg)
- 1994/1995: Alvik Basket (Stockholm)
- 1995/1996: New Wave Sharks (Göteborg)
- 1996/1997: Plannja Basket (Luleå)
- 1997/1998: Norrköping Dolphins
- 1998/1999: Plannja Basket (Luleå)
- 1999/2000: Plannja Basket (Luleå)
- 2000/2001: 08 Alvik Stockholm Human Rights
- 2001/2002: Plannja Basket (Luleå)
- 2002/2003: Solna Vikings  (Stockholm)
- 2003/2004: Plannja Basket (Luleå)
- 2004/2005: Södertälje Kings
- 2005/2006: Plannja Basket (Luleå)
- 2006/2007: Plannja Basket (Luleå)
- 2007/2008: Solna Vikings (Stockholm)
- 2008/2009: Sundsvall Dragons
- 2009/2010: Norrköping Dolphins
- 2010/2011: Sundsvall Dragons